# Mattia Antonioli
Mattia Antonioli (Lecco, 26 agosto 1996) è un pattinatore di short track italiano.

## Biografia
Ha iniziato a praticare lo short track a Bormio, all'età di sei anni. Anche la cugina Asia è pattinatrice.
Ai campionati europei di Debrecen 2020 ha vinto la medaglia di bronzo nella staffetta 5.000 metri, gareggiando al fianco di Andrea Cassinelli, Yuri Confortola, Tommaso Dotti e Marco Giordano.
Ai campionati europei di Danzica 2023 ha ottenuto l'argento nella staffetta 5.000 metri, questa volta con Tommaso Dotti, Thomas Nadalini, Pietro Sighel e Luca Spechenhauser.
Ai campionati europei di Dresda 2025 ha ottenuto l'oro nella medesima specialità, assieme a Lorenzo Previtali, Thomas Nadalini, Pietro Sighel e Luca Spechenhauser.

## Palmarès
- Europei

Debrecen 2020: bronzo nella staffetta 5000 m;
Danzica 2023: argento nella staffetta 5000 m;
Dresda 2025: oro nella staffetta 5000 m.